# Club Deportivo Río Grande
El Club Deportivo Río Grande es un equipo de fútbol mexicano que jugó en la Liga Amateur de Jalisco antes de la profesionalización y creación de la Primera división mexicana. Tiene como sede de sus partidos la ciudad de El Salto (Jalisco).

## Historia
El Club Deportivo Río Grande fue fundado el 2 de agosto de 1918 por un grupo de industriales ingleses y obreros de la fábrica textil Río Grande. Entre sus fundadores se encuentra Arturo Hernandez, Antonio Martínez, Felipe Barragán, Macedonio González, Miguel Solórzano, Francisco García y Emilio Godínez.
La primera mesa directiva del club estuvo formada por Adrián Gallegos como presidente, Sidonio Ballesteros como vicepresidente, Manuel Ángeles y Emilio Godínez como secretarios, Luis Cigala como tesorero y Felipe Arellano, Luis García, David Alcalá y Manuel Martínez como vocales. Siguieron en el puesto de presidente Emilio Godínez, Salvador Torres, Antonio Martínez, Francisco H. García, José M. Ramírez, Macedonio González, Juan Huera de Anda, Lenón Huerta de Anda, Rafael Ramírez, Tobías Valadez, Felipe González, Jesús Loza, José Inés Gutiérrez, Perfecto Luna, Luis Santillán, José Encarnación Cadena, José Jesús Ocampo, Felipe Barragán, Maximino L. Gallardo, Miguel Plascencia, Cástulo Raygoza, Pedro Quezada, Rosendo Chávez, Carlos Martínez, Miguel Landeros, Daniel Bueno, Manuel Núñez y Faustino Rosales quien permaneció al mando de la institución por más de treinta años.
En la década de los 1920s ingresa al fútbol organizado, siendo su primera participación en la "Liga Obrera", teniendo como campo de acción el estadio Municipal, logrando convertirse en un equipo invencible en la liga sobre equipos como la Universidad, El Buen Tono, Correos, Estadio, Corona, Tigres, Alas, entre otros. En esa primera época se destacaron jugadores como Rosendo "Comodín" López, Salvador Ocampo, Tomás González, Antonio Pérez, José Salcedo, Antonio Martínez, Atilano MEdian, José Castillo, J. Jesús Ramírez, Miguel Mayoral, Vicente Barajas, etc.
Después de ser por dos años consecutivos campeones de la Liga del Comité Deportivo del Estado, ingresarían al seno de la Asociación de Fútbol del estado de Jalisco, iniciando la competencia con los grandes equipos de la época como el Atlético Latino, Marte, Club Deportivo Oro, Club Deportivo Guadalajara, Club Deportivo Nacional y el Atlas.
En 1934 participó en su primer torneo de la Liga de Occidente, el equipo entonces estaba conformado por Ramón Briones, José Salcedo, Primitivo Lodínes, Mario Castillo, Lucio Alonso, Antonio Rosas, Tomás González, Antonio Pérez, Rafael Ramírez, Atilano Ramírez y Vicente Barajas. En aquellos primeros encuentros, el equipo se despertaba a las 4 de la madrugada para partir rumbo a Guadalajara a pie, donde llegaban y comenzaban a jugar con los equipos tapatíos. Su primer título en esta etapa llegaría en 1937 cuando ganaron la "Copa Regis" torneo que se jugaba a doble eliminatoria, siendo su figura en ese entonces Rosendo López.
En 1943 cuando el fútbol mexicano llegó a la profesionalización, el equipo siguió participando en competencias de carácter amateur llegando a coronarse campeones de liga en 1949 con José Fernández Troncoso como entrenador. Permaneció en ligas estatales hasta que se decide participar en la tercera división del fútbol mexicano, pero únicamente permaneció por estancia de tres años.

## Jugadores destacados
El equipo fue semillero de grandes futbolistas como José "Pelón" Gutiérrez, Pablo "Pablotas" González, Luis "Chino" Estrada, Luis Luna, Guillermo Flores, Manuel "Molestías" Núñez, Jesús Prado, Francisco "Borrego" Silva, José Ocampo, Juan José Copado, José Gutiérrez Fernández, entre otros.

## Actualidad
En la actualidad el Club Deportivo Río Grande sigue existiendo, jugando en la LIGA MAYOR de la Asociación De Futbol Del Estado De Jalisco, A. C.
Río Grande cuenta con 16 categorías, entre infantiles, juveniles, juvenil especial, especial amateur, entre otras.

## Palmarés
- Liga Amateur de Jalisco (1): 1949
- Copa Regis: 1937